# Paula Narváez

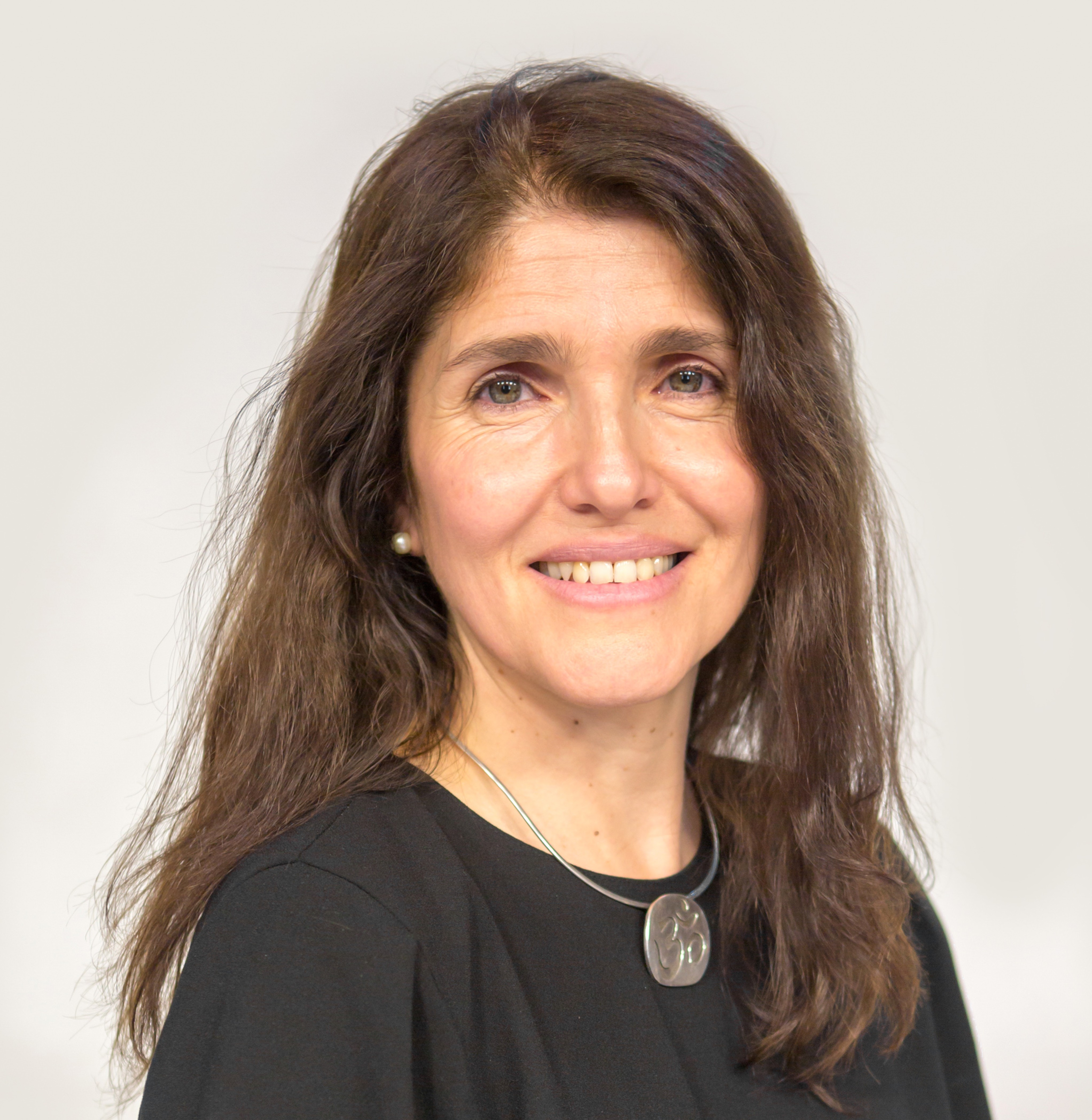
Paula Narváez (2016)

Paula Verónica Narváez Ojeda (* 22. Mai 1972 in Osorno) ist eine chilenische Politikerin. Seit 2022 ist sie die Ständige Vertreterin Chiles vor den Vereinten Nationen. Davor war sie zwischen 2016 und 2018 Generalsekretärin der Regierung von Präsidentin Michelle Bachelet. Außerdem war sie Kandidatin bei der Präsidentschaftswahl in Chile 2021.

## Leben
Narváez wurde in der südchilenischen Stadt Osorno geboren und wuchs in der Hauptstadt der Región de los Lagos, Puerto Montt, auf. Ihr Vater war Mitglied er Partido Comunista de Chile und zwischen 1970 und 1973 Ratsmitglied in Puerto Varas. Während der Militärdiktatur von Augusto Pinochet wurde er unter anderem gefoltert. Paula Narváez besuchte nach ihrem Schulabschluss in Puerto Montt die Universidad Andrés Bello in der Hauptstadt Santiago de Chile, an der sie Psychologie studierte. 1996 erhielt sie einen Abschluss und begann danach einen Master in Wirtschaft und Regionalmanagement an der Universidad Austral de Chile in Valdivia sowie ab 2010 einen Master in Lateinamerikastudien an der Georgetown University in Washington, D.C.
Narváez ist seit 2012 verheiratet und seit 2015 Mutter von zwei Töchtern.

## Politische Karriere

### Frühe Politiktätigkeiten
Narváez begann ihre Tätigkeit als Politikerin 1996 nach ihrem Abschluss an der Universität, als sie zunächst als Psychologin und später als Regionaldirektorin beim Nationalen Zentrum für Frauen (SERNAM) in der Región de los Lagos. Während der ersten Amtszeit von Michelle Bachelet als Präsidentin wurde sie die Abgesandte der Regierung in die Provinz Palena in der Región de los Lagos, und wurde dort vor allem mit der Koordination des Wiederaufbaus der Stadt Chaitén nach dem Ausbruch des gleichnamigen Vulkans betraut. Bei der Präsidentschaftswahl in Chile 2009/2010 war sie im Wahlkampfteam von Eduardo Frei Ruiz-Tagle aktiv, der jedoch Sebastián Piñera unterlag. Daraufhin ging Narváez in die USA, wo sie an der Georgetown University studierte und bei UN Women unter Michelle Bachelet arbeitete.

### Kabinett Bachelet
Nachdem Michelle Bachelet die Präsidentschaftswahl in Chile 2013 für sich entscheiden konnte, kehrte Narváez nach Chile zurück und wurde im März 2014 Stabschefin. Diesen Posten musste sie jedoch im Juli 2014 aufgrund ihrer Schwangerschaft mit Zwillingen schon wieder aufgeben. Nach ihrer Pause wurde sie im November 2016 Generalsekretärin der Regierung Bachelets, was sie bis zum Ende der Amtszeit im März 2018 blieb. Daraufhin kehrte sie zu UN Women zurück.

### Präsidentschaftswahl 2021
Im Januar 2021 wurde Narváez von der Partido Socialista als Kandidatin bei der Präsidentschaftswahl in Chile 2021 nominiert. Diese Nominierung wurde in den folgenden Monaten von der Partido por la Democracia und der Partido Liberal unterstützt. Sie setzt sich unter anderem für größere soziale Gleichheit, teilweise Erlassung von Schulden von Studenten, eine Reform des Rentensystems sowie die Legalisierung von Cannabis ein. In den koalitionsinternen Vorwahlen der Unidad Constituyente trat Narváez gegen die von der PDC unterstützte Senatorin Yasna Provoste sowie den von der Partido Radical unterstützten Ex-Justizminister Carlos Maldonado an, konnte sich mit 26,6 % jedoch nicht gegen Provoste, die mehr als 60 % der Stimmen erhielt, durchsetzen. Daraufhin unterstützte sie im ersten Wahlgang Provostes Kandidatur und im zweiten Wahlgang die von Gabriel Boric von der Koalition Apruebo Dignidad.

### Ständige Vertreterin Chiles bei den Vereinten Nationen
Am 31. März 2022 ernannte Präsident Gabriel Boric Narváez zur Ständigen Vertreterin Chiles bei den Vereinten Nationen. Sie trat dieses Amt am 8. Juni 2022 an. Seit 27. Juli 2023 ist sie Präsidentin des UN-Wirtschafts- und Sozialrats.